# Melinoides indecens
Melinoides indecens là một loài bướm đêm trong họ Geometridae.